# Sabayon Linux
Sabayon Linux o Sabayon (anteriorment RR4 Linux i RR64 Linux), és una distribució Linux italiana basada en Gentoo creada per Fabio Erculiani i l'equip de desenvolupament de Sabayon. Sabayon segueix la filosofia "a punt per a treballar", amb l'objectiu de donar a l'usuari diversitat de programari llest per a utilitzar i un sistema operatiu autoconfigurat.
Rep el nom d'unes postres italianes, zabaione, que s'elaboren a partir d'ous. El logotip de Sabayon és una impressió de la pota d'una gallina.

## Característiques
- Sabayon Linux compta amb un cicle de llançament Rolling release (publicació continua), pel que el suport és continu i mai s'acaba, almenys que Sabayon acabi discontinuat com a projecte.[5]
- Disposa de repositori propi de programari i un sistema de gestió de paquets anomenat Entropy.[6]
- Sabayon està disponible en distribucions x86, en AMD64, Raspberry Pi 2 i 3 i hi ha suport per a ARMv7 en desenvolupament per al BeagleBone.[7][8]
- Sabayon Linux es troba disponible per als entorns d'escriptori KDE, GNOME, Xfce, Mate i Fluxbox.[9]